# Realskole
Realskole betegnede de skoler i Danmark, der fra 1903 udbød mellemskoleeksamen og realeksamen. Mellemskolen omfattede 5. til 7. klassetrin og realskolen 7. til 9. klassetrin med vægt på de boglige fag.[kilde mangler] Mellemskoleeksamen blev afskaffet i 1958 ved lov, og sidste mellemskoleeksamen var i 1963, med indførelsen af en 7-årig enhedsskole; realeksamen blev afskaffet i 1975, da man indførte en 9-årig enhedsskole.

## Historie
Realskolerne opstod allerede i 1700-tallet som private skoler og var hovedsagelig forbeholdt borgerskabets børn i de større byer. Efter 1903 fik de konkurrence fra realafdelinger på visse gymnasier og fra realskoleoverbygninger på folkeskolerne. En del af de private realskoler har beholdt deres navn efter afskaffelsen af realeksamen. Det gælder eksempelvis Viborg Private Realskole, Frederikssund Private Realskole, Randers Realskole, Hjørring Private Realskole og Aalestrup Realskole. Brug af betegnelsen "realskole" i en skoles navn er dog ikke ensbetydende med, at den pågældende skole tidligere har været en realskole. Eksempelvis blev Køge Private Realskole først grundlagt i 1996, og denne skole har således aldrig været en realskole (da realskolerne blev afskaffet tilbage i 1975), men har ikke desto mindre valgt at benytte betegnelsen "realskole" i sit officielle navn, sandsynligvis for at kunne nyde godt af den prestige, der ofte knyttes til navnet.[kilde mangler]